# Behumi Dóra
| Behumi Dóra                               | Behumi Dóra                               |
| Kattints az alábbi külső linkek egyikére! | Kattints az alábbi külső linkek egyikére! |
| ----------------------------------------- | ----------------------------------------- |
| Nem található szabad kép.(?)              |                                           |
| külső link · jogvédett                    | Énekesnő, fuvolista                       |
| külső link · jogvédett                    | Budapest Bár                              |

Behumi Dóra (1975 –) énekesnő, fuvolista, zenetanár.
Művészcsaládba született. Nagymamája zongoraművész, nagypapája festő, édesapja balett-táncos, édesanyja tánctörténész volt, nővére színész- és filmrendező végzettségű.

## Pályafutása
1998-ban diplomázott a Liszt Ferenc Zeneművészeti Főiskola klasszikus fuvola- és jazz-ének szakán. Fuvolát tanít a Szent István Zeneiskolában.
1998-2000 között tagja volt a Jazz+Az-nak. Együttese a Dórika és a Rombolók. Állandó énekese a Budapest Bárnak.
Két arany- és platinalemeze van. Fellépett Magyarország jelentős koncerttermeiben, stadionokban, szólóestjei voltak a Bartók Rádióban élő adásban.
Rendszeresen koncertezik fuvolistaként is. A Radiocafé 98.6-ban műsorvezető volt.